# SUMO2
SUMO2 (англ. Small ubiquitin-like modifier 2) – білок, який кодується однойменним геном, розташованим у людей на короткому плечі 17-ї хромосоми. Довжина поліпептидного ланцюга білка становить 95 амінокислот, а молекулярна маса — 10 871.
| 10         |  | 20         |  | 30         |  | 40         |  | 50         |
| ---------- |  | ---------- |  | ---------- |  | ---------- |  | ---------- |
| MADEKPKEGV |  | KTENNDHINL |  | KVAGQDGSVV |  | QFKIKRHTPL |  | SKLMKAYCER |
| QGLSMRQIRF |  | RFDGQPINET |  | DTPAQLEMED |  | EDTIDVFQQQ |  | TGGVY      |

A: Аланін

C: Цистеїн

D: Аспарагінова кислота

E: Глутамінова кислота

F: Фенілаланін

G: Гліцин

H: Гістидин

I: Ізолейцин

K: Лізин

L: Лейцин

M: Метіонін

N: Аспарагін

P: Пролін

Q: Глутамін

R: Аргінін

S: Серин

T: Треонін

V: Валін

Задіяний у таких біологічних процесах, як убіквітинування білків, ацетилювання, альтернативний сплайсинг. 
Локалізований у ядрі.